# Leander Starr Jameson

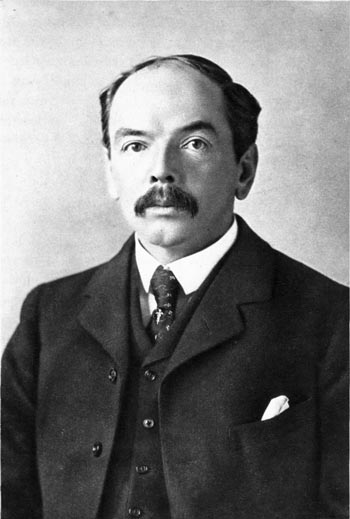
Sir Leander Starr Jameson.

Sir Leander Starr Jameson, född den 9 februari 1853 i Edinburgh, död den 26 november 1917 i London, var en sydafrikansk politiker.

## Biografi
Jameson blev 1877 medicine doktor och utvandrade 1878 av hälsoskäl till Sydafrika, där han till 1889 i Kimberley utövade en omfattande läkarpraktik och genom intim vänskap förbands med Cecil Rhodes. 
Jameson slöt sig 1889 till en av British South Africa Company utsänd pionjärexpedition till Matabeleland, där han året förut av sin forne patient, hövdingen Lobengula, utverkat betydande koncessioner åt kompaniet. 
Han utsågs 1891 till dess administratör i Mashonaland och omintetgjorde samma år boeröversten Ferreiras försök att erövra ett område norr om Limpopo inom gränserna för det av brittiska kronan ockuperade området ("the Banyailand trek"). 
Med Lobengula uppstod snart tvister, och efter några plundringståg mot kolonierna från dennes krigare företog Jameson november–december 1893 en expedition till Matabeleland, varunder Lobengula i grund besegrades och hans hövdingar underkastade sig. 
Lobengulas forna huvudstad Bulawayo blev nu administratorns residensort, och där anlades en raskt uppblomstrande stad. Även Matabeleland ställdes under Jamesons förvaltning.
Hösten 1895 inledde Rhodes och Jameson förbindelser med missnöjda uitlanders i Transvaal. Dessa planerade en mot presidenten Krügers makt riktad resning i Johannesburg, och det avtalades, att Jameson skulle vid gränsen samla en väpnad styrka för att understödja resningen genom ett infall i Transvaal. 
Oenighet uppstod, om vad sedan skulle ske, och i Johannesburg stod man i begrepp att överge den ursprungliga upprorsplanen, då Jameson (29 december) på eget ansvar överskred gränsen och med en liten skara (omkring 400 man) tågade mot Johannesburg.
Där utbröt vid underrättelsen härom resningen under stor förvirring. Jameson blev emellertid omringad av överlägsna boerstridskrafter och måste (2 januari 1896) kapitulera vid Doornkop. Det  dumdristiga företaget (Jamesonräden) hade fullständigt misslyckats. 
Misslyckandet kom att utöva ett ödesdigert inflytande på Sydafrikas senare historia. Jameson och hans officerare hotades först av Transvaals myndigheter med arkebusering (i strid mot vid kapitulationen givet löfte om, att deras liv skulle skonas).
De utlämnades dock till sist på brittiska regeringens enträgna begäran och ställdes i London (maj samma år) inför rätta för brott mot "Foreign enlistment act" (om väpnad inblandning i utländska stridigheter). Jameson dömdes till 15 månaders fängelse. 
Han återfick av hälsoskäl friheten redan i december samma år och återvände då som privatman till Sydafrika, deltog 1899–1900 i boerkriget och valdes 1900 att i Kapkolonins lagstiftande församling representera Kimberley. 
Där blev han genast en av det engelsksinnade progressistpartiets ledande män och var februari 1904–mars 1908 kolonins premiärminister. Sedan han fått vika för det vid 1908 års val segrande afrikanderpartiet blev han ledare för den till "sydafrikanska unionistpartiet" omorganiserade oppositionen.
Jameson tog i gott samförstånd med boerledarna (1908–1909) del i arbetet för Sydafrikas federativa förening. Han deltog vid Louis Bothas sida i 1907 års rikskonferens i London och var 1909 en av Kapkolonins delegerade till England vid förhandlingarna om den nya unionsförfattningen.
Jameson var 1910–1912 ledare för unionistpartiet i sydafrikanska parlamentet, drog sig sedan av hälsoskäl tillbaka från politiken och bosatte sig i London. 1913 blev han styrelseordförande i British South Africa company och inlade som sådan stor förtjänst om Rhodesias ekonomiska utveckling. 
Under första världskriget var Jameson, som vid Sydafrikanska unionens tillkomst 1910 erhöll knightvärdighet och 1911 blev baronet, ordförande i centralkommittén för de brittiska krigsfångarnas bispringande. Med Botha var han förbunden i intim vänskap.
På boerhåll hade man vid Jamesons död i allmänhet förlåtit honom hans "raid" för det myckna arbete han sedermera ägnat åt utjämning av nationalitetsmotsatserna och åt Sydafrikas materiella utveckling.